# Российская модернизация и революция
«Российская модернизация и революция» — монография российского историка Б. Н. Миронова. В ней рассматриваются процессы социально-экономической и политической модернизации страны, проходившие в XVIII — начале XX века, с акцентом на предреволюционные, революционные и послереволюционные годы. Исследование носит междисциплинарный характер, проводится в контексте существующих в историографии диаметрально противоположных оценок одних и тех же событий, явлений и процессов. В книге излагается созданная автором «оригинальная, обоснованная и логически стройная концепция российской модернизации и революции» — модернизационная концепция Революции 1917 года.

## Из истории создания
«Российская модернизация и революция» фактически является продолжением трёхтомной монографии Б. Н. Миронова «Российская империя: от традиции к модерну», а также его более ранних трудов — книг «Социальная история России периода империи (XVIII — начало XX века)» и «Благосостояние населения и революции в имперской России: XVIII — начало XX века». Исследованию темы автор посвятил несколько десятилетий своей жизни.
Автор на основании новых источников и посредством междисциплинарных подходов рассматривает как прежние, так и новые сюжеты, анализирует не изучавшиеся им ранее исторические процессы — советскую и постсоветскую модернизации, прослеживает связь между модернизацией в дореволюционной России и послереволюционной трансформацией страны.

Монографию «Российская модернизация и революция» можно одновременно рассматривать как в некоторой степени старое и в полной мере новое научное произведение Б. Н. Миронова. […] Автор многие годы последовательно разрабатывает фундаментальную научную тему концептуального уровня: процесс социально-экономической и политической модернизации Российской империи и его итоги в связи с революцией 1917 г. в широком сравнительно-историческом контексте.
— И. В. Поткина, доктор исторических наук, ведущий научный сотрудник ИРИ РАН.

## Новизна темы
Новизна монографии заключается в обогащении модернизационной концепции российской Революции 1917 года психологическим ракурсом: участие крестьян и рабочих в революции изучается в контексте их когнитивных практик, что позволило по-новому взглянуть на их поведение в революции.
Автор исследует историю России периода империи, её советского и постсоветского периодов как единую линию российской Модернизации. Советский экономический рывок он рассматривает как осуществление планов ресурсного освоения страны, разработанных ещё царской администрацией, её инженерами и чиновниками. При этом ряд исторических процессов для Б. Н. Миронова буквально сливается в единую дореволюционно-советскую модернизацию: «разве что управленческие кадры стали хуже, цифры роста ниже, а издержки развития выше».
По мнению И. В. Поткиной (ИРИ РАН), «цементирующей основой для модернизационной концепции революции Б. Н. Миронова» является исследование психологии народных масс в ключевой период развития страны: автор создал психологический портрет больших социальных групп, обладавших общностью взглядов и восприятия окружающей действительности. Исследованные им в таком ключе страты — правящая элита, либеральная оппозиция, крестьяне, рабочие. Сделанные автором выводы и наблюдения «идут в полный разрез со сложившейся в нашей стране традицией изучения облика и роли пролетариата». При этом И. В. Поткина отмечает, что аргументация Б. Н. Миронова «настолько фундирована источниками, что даже противников нового взгляда на „застрельщика революции“ должна заставить если не пересмотреть, то хотя бы задуматься над политически ангажированной и широко растиражированной точкой зрения советских историков российского пролетариата». По её словам, Б. Н. Миронову удалось «на основе междисциплинарного подхода развенчать лакированный образ передового рабочего класса, который господствовал в историографии долгие годы».

## Основные тезисы
- В России в предреволюционные годы не было тяжёлого экономического кризиса (тем более «общего кризиса капитализма»): страна находилась в состоянии модернизации, в процессе которой возникали принципиально новые условия функционирования хозяйственной системы[2][6].
- Модернизация, сопровождавшаяся урбанизацией и индустриализацией, вызвала существенные сдвиги в социальной структуре общества: значительная часть сельского населения покинула деревню, перебралась в город, устроилась на фабрично-заводскую работу, целиком изменила свой образ жизни, вынужденно привыкая, например, к такой дисциплине труда, которую не знают крестьяне, работающие по традиции сами на себя по установленным природой циклам[2][6].
- Возможность революции увеличивал тот факт, что горожане в первом поколении, недавно оставившие деревню, находились в состоянии фрустрации, одиночества, социальной незащищённости, в условиях отсутствия привычных авторитетов, на которые можно было бы опереться в кризисной ситуации[6].
- Широкие слои народных масс, попав в условия изменений своего демографического поведения, семейных устоев, социальной активности женщин и прочее, становились, с одной стороны, менее зависимыми от прежних консервативных традиций, а с другой — более восприимчивыми к идеям радикальных решений проблем, встававших как перед самими трудящимися, так и перед страной в целом[3].
- Вызванный модернизацией быстрый поток изменений обусловил в различных стратах общества, вырванных из рамок прежней привычной жизни, подъём напряжений, притязаний, недовольств, стрессов и колебаний самочувствия[5].
- Модернизация — не только созидание, а революция — не только разрушение. Успехи модернизации обусловили проблемы, которые вылились в революцию[2].
- Модернизация породила конфликты среди разных групп населения: «конфликты между рабочими и буржуазией, между консервативной государственной администрацией и желающим обрести новые права обществом, между этносами, между регионами, между поколениями, между стремящейся к переменам образованной частью населения и той частью, которая предпочитает жить в соответствии с традициями»[2].
- В европейских странах революции происходили в те периоды, на которые приходились модернизации: в Англии — в XVII веке, во Франции — в XVIII—XIX веках, в Германии и Австро-Венгрии — в XIX—XX веках. В России соответствующие события случились в XX веке[6].
- Российская модернизация не была каким-то особым явлением: через несколько революций прошли такие европейские страны, как Англия, Франция, Германия, Австро-Венгрия, Испания. Исторические особенности России — сложность общественного устройства, скорость происходивших перемен, а также обострившая все противоречия Первая мировая война — и вызвали Революцию 1917 года[2].
- В период Великой войны в России отсутствовал системный кризис, имела место вполне удовлетворительная адаптация народного хозяйства к чрезвычайным условиям, мобилизационные усилия царского правительства имели, в целом, позитивный результат. Схожие вектора развития экономических ситуаций проходили во всех воюющих странах[1].
- В период войны власти, органы местного самоуправления и попечительства не смогли компенсировать падения жизненного уровня солдатских семей, кормильцы которых или находились на фронте, или оказались увеченными, пропавшими без вести, погибшими. При неуклонном росте обездоленных, в обществе иссякал потенциал жертвенности, и происходило увеличение количества народных масс, готовых влиться в революционный поток[3].
- Рабочий класс, являясь продуктом модернизации, произвёл, в свою очередь, свой продукт – революцию, которая нанесла сильный удар по модернизации[2].
- Причины Февральской революции 1917 года лежат главным образом в идеологической, общественно-психологической и социально-политической сферах, но не в экономической[1].
- Российский пролетариат не был образован до такой степени, чтобы освоить программы каких-либо политических партий, и поэтому акцентировался лишь на самых обыденных лозунгах и их агрессивных толкованиях: «Если человек не имеет среднего или высшего образования — а в России конца XIX-го — начала XX-го вв. его не имели 99,99 % рабочих — то путь в сокровищницу партийной мысли ему заказан»[5].
- Представители радикально настроенной интеллигенции, подстрекавшие рабочих к революции, ошиблись в гегемоне своей революции, и потому не добились своих целей[5].
- Революция не остановила модернизационное развитие России, но существенно затруднило его[2].
- Революция 1917 года сорвала процесс получения рабочими «своей доли» в капиталистической модернизации страны. В советский период произошло улучшение условий их труда и быта, были введены меры по социальной защищённости трудящихся. Но эти изменения произошли не как развитие и совершенствование прежнего российского фабрично-заводского законодательства, а были начаты фактически с нуля[5].

## Основные выводы
- «Таким образом, революция 1917 г. произошла не потому, что Россия после Великих реформ 1860-х гг. вступила в состояние глобального перманентного упадка, а потому, что общество не справилось с процессом перехода от традиции к модерну. Как и в других странах второго эшелона модернизации, её ускоренное, а в ряде случаев и преждевременное, проведение потребовало больших издержек и даже жертв»[7].
- Неграмотные и малограмотные рабочие и крестьяне имели специфические когнитивные способности и менталитет. Они не могли самостоятельно разобраться в социально-политической ситуации, самоорганизоваться, выработать программу действий и её реализовать, они не понимали адекватно политические программы существующих партий, потому что для них полный и адекватный смысл абстрактных политических понятий был недоступен. Воздействуя на инстинкты и эмоции рабочих, солдат и крестьян, вожди революции превратили их в объект манипулирования[5].
- «Таким образом, в социально-экономическом, социобиологическом и психологическом отношении российские рабочие представляли собой нездоровое сообщество – агрессивную и гремучую массу, готовую взорваться при неблагоприятных обстоятельствах. К тому же основная их часть концентрировалась в немногих промышленных центрах и особенно в двух столицах, что делало их ещё более социально опасными»[8].
- «Модернизация способствует росту социальных, политических и экономических противоречий, вследствие чего, чем быстрее и успешнее проходит модернизация, тем, как правило, выше конфликтность и социальная напряжённость в обществе. […] Необыкновенный рост всякого рода протестных движений порождался, с одной стороны, дезориентацией, дезорганизацией и социальной напряженностью в обществе, с другой — полученной свободой, ослаблением социального контроля и возросшей социальной мобильностью, с третьей — несоответствием между потребностями людей и  объективными возможностями экономики и  общества их удовлетворить. Общество испытало, так называемую, травму социальных изменений, или аномию успеха»[9].
- Потенциал Революции 1917 года закладывался турбулентностью социальных процессов и быстротой их изменений на фоне инерционного состояния затрагиваемых ими народных масс, а также нетерпением представителей радикально настроенной интеллигенции[5].

## Обсуждение монографии

### Перечень рецензий
- Обсуждение книги Б. Н. Миронова «Российская модернизация и революция» (СПб.: Изд. Дмитрий Буланин, 2019) // Историческая экспертиза. 2020. № 3 (24). С. 310—376. Рецензии:
  - Травин Д. Я. Модернизационная теория революции Бориса Николаевича Миронова // Историческая экспертиза. 2020. № 3 (24). С. 310—318.
  - Поткина И. В. Российская модернизация и революция в контексте научных дискуссий // Историческая экспертиза. 2020. № 3 (24). С. 319—328.
  - Лярский А. Б. Модернизация в Российской империи: макропроцессы в микродействии // Историческая экспертиза. 2020. № 3 (24). С. 329—342.
  - Артамонова Л. М. Демографическое поведение как зеркало имперской модернизации // Историческая экспертиза. 2020. № 3 (24). С. 343—351.
  - Шкуратов В. А. Революция против модернизации. Читая «Российскую модернизацию и революцию» Б. Н. Миронова // Историческая экспертиза. 2020. № 3 (24). С. 352—361.
- Травин Д. Модернизация, фрустрация, революция. Борис Миронов: Российская модернизация и революция. СПб. Дмитрий Буланин, 2019. 528 с. // Logos Review of Books. Рецензионное приложение к философско-литературному журналу «Логос». 2021. № 1. С. 20.

### Ответ автора рецензентам
- Миронов Б. Н. Этюды исторического оптимизма // Историческая экспертиза. 2020. № 3 (24). С. 362—376.